# 巴雷拉
巴雷拉（Barela），是印度中央邦Jabalpur县的一个城镇。总人口10874（2001年）。

## 人口
该地2001年总人口10874人，其中男性5762人，女性5112人；0—6岁人口1576人，其中男836人，女740人；识字率69.82%，其中男性为77.85%，女性为60.76%。